# Cinnamomum decourtilzii
Cinnamomum decourtilzii là loài thực vật có hoa trong họ Nguyệt quế. Loài này được Lukman. miêu tả khoa học đầu tiên năm 1889.